# Jeickson Reyes
Jeickson Reyes Aparcana (Lima, Provincia de Lima, Perú, 9 de octubre de 1987) es un futbolista peruano. Juega como lateral izquierdo y su equipo actual es el ADT   de la Liga 1 de Perú. Tiene 37 años.

## Trayectoria
Se formó en las divisiones menores del Club Alianza Lima. Debutó en Primera División el 15 de diciembre del 2004 jugando por el Deportivo Wanka. Lo hizo a los 17 años frente Melgar en Arequipa. En los años siguientes se mantuvo en las divisiones inferiores de Alianza.
En el primer semestre del 2007 fue prestado al Deportivo La Unión de Cañete, equipo que disputaba las etapas iniciales de la Copa Perú. Regresó a Alianza en el segundo semestre y su debut en Primera División con camiseta blanquiazul se dio en el Torneo Clausura 2007 ante Cienciano en Lima. En el 2009 fichó por Sporting Cristal.
En el 2011 jugó en la Universidad César Vallejo, donde participó de la Copa Sudamericana 2011 y estuvo a punto de descender.
A mediados del 2017 volvió al Juan Aurich, sin embargo, a final de año descendió de categoría.
Para el 2018 ficha por Deportivo Binacional clasificando a la Copa Sudamericana.

## Selección nacional
Ha sido internacional con la Selección de fútbol del Perú, con la que disputó el Campeonato Sudamericano Sub-20 de 2007 en Paraguay.

## Clubes
| Club                      | País | Año         |
| ------------------------- | ---- | ----------- |
| Deportivo Wanka           | Perú | 2004        |
| Alianza Lima              | Perú | 2005-2006   |
| Deportivo La Unión        | Perú | 2007        |
| Alianza Lima              | Perú | 2007-2008   |
| Sporting Cristal          | Perú | 2009-2010   |
| Universidad César Vallejo | Perú | 2011        |
| Juan Aurich               | Perú | 2012-2013   |
| Ayacucho F.C.             | Perú | 2014-2016   |
| Unión Comercio            | Perú | 2017        |
| Juan Aurich               | Perú | 2017        |
| Deportivo Binacional      | Perú | 2018 - 2020 |
| Sport Huancayo            | Perú | 2021        |
| ADT                       | Perú | 2022 -      |

## Palmarés

### Torneos cortos
| Título          | Club                 | País | Año  |
| --------------- | -------------------- | ---- | ---- |
| Torneo Apertura | Alianza Lima         | Perú | 2006 |
| Torneo Apertura | Deportivo Binacional | Perú | 2019 |

### Campeonatos nacionales
| Título                    | Club                 | País | Año  |
| ------------------------- | -------------------- | ---- | ---- |
| Primera División del Perú | Alianza Lima         | Perú | 2006 |
| Primera División del Perú | Deportivo Binacional | Perú | 2019 |

### Distinciones individuales
| Distinción                             | Año  |
| -------------------------------------- | ---- |
| Mejor once de la Liga 1 según la SAFAP | 2019 |
| Once ideal de la Liga 1                | 2019 |